# ميتشيو هوشينو
ميتشيو هوشينو (باليابانية: 星野道夫) ‏(27 سبتمبر 1952 - 8 أغسطس 1996) مصور طبيعة ياباني، يُعتبر أحد أكثر مصوري الطبيعة إنجازًا في عصره بمقارنته بأنسل آدمز، وتخصص في تصوير الحياة البرية في ألاسكا إلى أن قُتل على يد دب بني أثناء مهمة له في بحيرة كوريلسكوي، روسيا في عام 1996